# FSV Frankfurt
Der FSV Frankfurt (vollständiger Name Fußball-Sport-Verein 1899 Frankfurt) ist ein Sportverein in Frankfurt am Main. Der 1899 gegründete Klub aus dem Stadtteil Bornheim gehört zu den traditionsreichsten Sportvereinen in Hessen. Spielstätte ist die PSD Bank Arena am Bornheimer Hang. Vor dem Zweiten Weltkrieg nahm der FSV an mehreren Endrunden um die deutsche Meisterschaft teil und erreichte ein Meisterschafts- (1925) sowie ein Pokalfinale (1938). Von 2008 bis 2016 spielte der Verein in der 2. Bundesliga. Seit der Saison 2017/18 spielt der Verein in der Regionalliga Südwest.
Die 2006 aufgelöste Frauenabteilung war dreimal Deutscher Meister und fünfmal DFB-Pokalsieger und macht den FSV damit zu einem der erfolgreichsten Vereine in der Geschichte des deutschen Frauenfußballs, der überdies Spielerinnen wie Katja Bornschein, Birgit Prinz, Sandra Smisek und Saskia Bartusiak hervorgebracht hat.
Neben der Fußballabteilung gibt es beim FSV auch Abteilungen für Tennis, Bowling und Leichtathletik. Für letztere trat einer der bekanntesten Frankfurter Sportler überhaupt an, der Weltrekordler über 100 Meter und Olympiasieger von 1960, Armin Hary.

## Gründung und Vereinshistorie
Der Verein wurde am 20. August 1899 unter seinem heutigen Namen gegründet. In seiner über 120-jährigen Geschichte hat der FSV Frankfurt – anders als die meisten heute höherklassig spielenden Vereine – nie fusioniert oder seinen Namen geändert. In den letzten Monaten des Zweiten Weltkrieges bildete man mit Eintracht Frankfurt zusammen kurzzeitig eine Kriegsspielgemeinschaft. Nach Kriegsende wurde der FSV Frankfurt wie alle Vereine aufgelöst und musste zu ersten Freundschaftsspielen kurzzeitig als SG Bornheim antreten, kehrte aber noch im Jahr 1945 zum ursprünglichen Vereinsnamen zurück.
Im Gegensatz zu den anderen Frankfurter Pioniervereinen, die in diesen Jahren gegründet wurden, wie etwa Germania 94, der FC Victoria, die Frankfurter Kickers oder der 1. Bockenheimer FC, die im gehobenen Bürgertum verankert waren, stammten die Bornheimer aus dem kleinbürgerlichen Milieu. Als Spielstätte diente dem FSV in den ersten Jahren der „Prüfling“, eine städtische Spielwiese in Bornheim, 1908 erhielt der FSV einen eigenen Sportplatz an der Seckbacher Landstraße. 1931 wurde das Stadion am Bornheimer Hang errichtet – bis heute die Heimstätte des Vereins.
Weitere Sportarten beim FSV waren zunächst Handball, Leichtathletik, Boxen und Hockey. Die Handballabteilung wurde 1926 gegründet, sie hatte in ihren Anfangsjahren sowie in den 1950er und 1960er Jahren im Feldhandball ihre größten Erfolge. Das offizielle Gründungsdatum der Leichtathletikabteilung ist der 1. Dezember 1926; Laufsport wurde aber schon seit 1902, also wenige Jahre nach der Gründung des Vereins betrieben. Insbesondere die Laufdisziplinen waren es, in denen Sportler des FSV erfolgreich waren. Der spätere Weltrekordler über 100 m, Armin Hary, startete ab 1960 für den Verein. Am 1. Juni 1928 folgte die Hockeyabteilung (bereits 1913 hatte es offenbar einen ersten Anlauf gegeben, diese Sportart im Verein zu etablieren) und wuchs schnell zu einer 130 Mitglieder zählenden und fünf Mannschaften stellenden Abteilung heran. Im selben Jahr wurde auch die Boxabteilung aus der Taufe gehoben, 1931 stellte der FSV mit dem Fliegengewichtler Baum Frankfurts ersten deutschen Boxmeister. Nach dem Zweiten Weltkrieg folgten mit Basketball (1961), Bowling (1977) und Tennis (1979) weitere Sportarten.

## Geschichte des Männerfußballs

### Von der Gründung bis zum Ersten Weltkrieg
Die Gründer des FSV Frankfurt waren kaum der Schule entwachsene Jungen aus dem Norden Frankfurts, die im Sommer 1898 den Fußballklub Nordend ins Leben gerufen hatten. Dieser war einer von vielen „wilden“ Vereinen, die in diesen Jahren entstanden waren und keinem Verband angehörten. Die Mannschaft spielte unter anderem auf dem Glauburgplatz, das Vereinslokal befand sich an der Ecke Glauburgstraße/Friedberger Landstraße. Im Jahr darauf, am 20. August 1899, wurde die Gründung des „Fußball-Sport-Vereins 1899 Frankfurt/Main“ vollzogen. Der Name spielt auf den Turnsportverein Frankfurt an, in dem nur Leichtathletik betrieben wurde. Fußball war in den meisten Sportvereinen um die Jahrhundertwende verpönt. Als Spielstätte wurde dem Verein von der Stadt die Spielwiese „Im Prüfling“ in Bornheim zugewiesen, so dass sich der Schwerpunkt des Vereins nunmehr in diesen Stadtteil verlagerte.

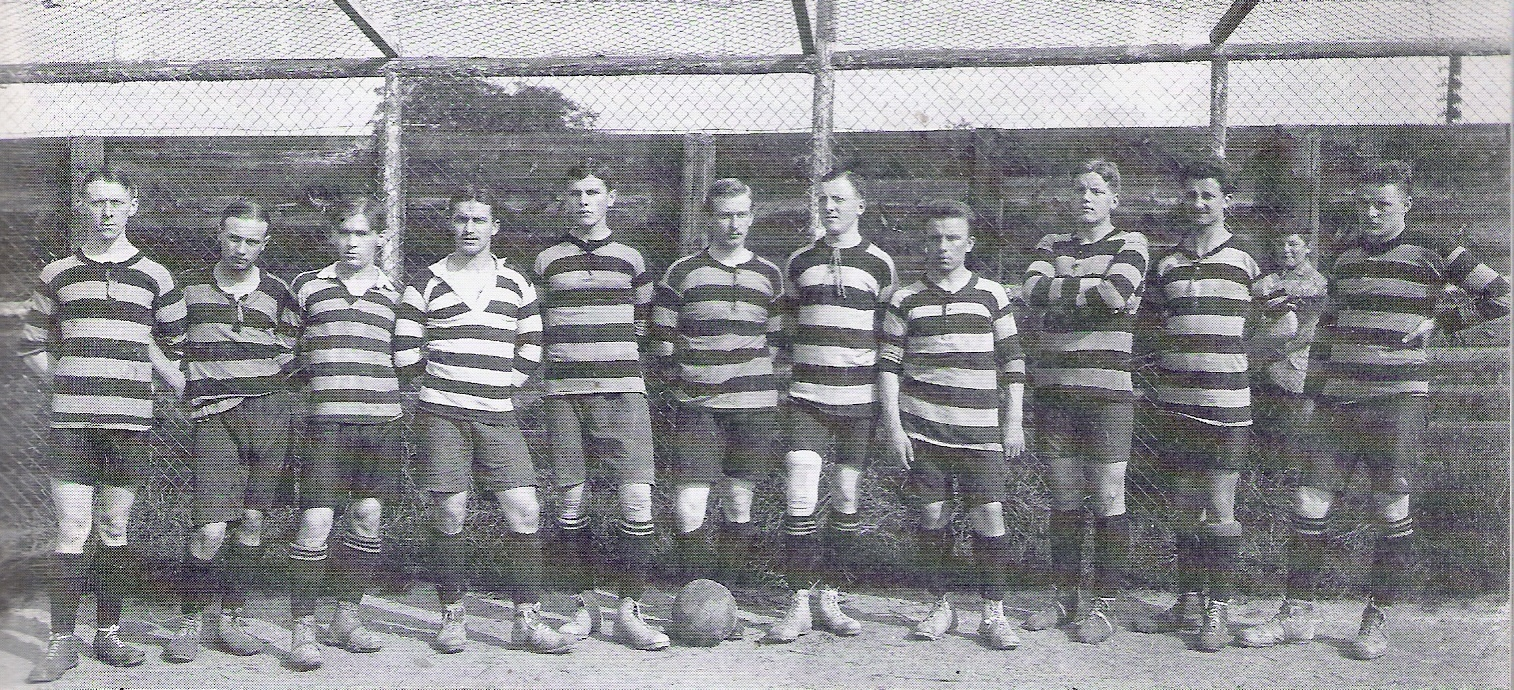
Mannschaft des FSV Frankfurt im Jahr 1902 auf dem Sportplatz „Im Prüfling“

In den 1890er Jahren hatte es im deutschen Kaiserreich kaum Meisterschaftsrunden gegeben. Erst mit der Gründung erster überregionaler Verbände Ende der 1890er Jahre und schließlich der Gründung des Deutschen Fußball-Bundes im Jahr 1900 zogen allmählich Strukturen in den Fußballbetrieb ein. Die Frankfurter Vereine gehörten dem Verband Süddeutscher Fußball-Vereine (VSFV, ab 1914 Süddeutscher Fußball-Verband) an, der in etwa die heutigen Bundesländer Hessen, Baden-Württemberg und Bayern umfasste. Der FSV war in seinen ersten Jahren schnell von der untersten in die höchste Spielklasse, also von der C- in die A-Klasse, aufgerückt und erreichte bereits 1902/03 erstmals die Endrunde um die Südmeisterschaft, wo er aber in der zweiten Runde am FC Hanau 93 scheiterte. Neben der „regulären“ Meisterschaft des VSFV gab es in Frankfurt zwischen 1900 und 1908 den Frankfurter Associations Bund, dem der FSV ebenfalls beitrat und in dessen letzter Saison er den Meistertitel erringen konnte.
Der Verein wuchs in den ersten zwei Jahrzehnten seines Bestehens kontinuierlich an. 1908 erwarb der FSV an der Seckbacher Landstraße ein eigenes Vereinsgelände und war 1913 der weitaus größte Verein im Nordmainkreis. Sportliche Erfolge waren trotz der frühzeitigen Zugehörigkeit zur obersten Spielklasse anfangs noch dünn gesät. Man zählte zwar ab 1909/10 zur Spitzengruppe der Nordkreisliga, und mit dem Leipziger Camillo Ugi spielte 1911 für einige Monate ein aktueller deutscher Nationalspieler in den Reihen der Bornheimer. Doch erst 1916/17 erkämpfte die Mannschaft erstmals die Meisterschaft im Nordkreis und belegte in der Endrunde um die Süddeutsche Meisterschaft Rang 3.

### Aufstieg zum Spitzenverein (1918–1945)
| Der FSV Frankfurt in der Kreis- und Bezirksliga |         |       |       |        |
| Spielklasse                                     | Saison  | Platz | Tore  | Punkte |
| Kreisliga Nordmain                              | 1919/20 | 2.    | 33:19 | 26-10  |
| Kreisliga Nordmain                              | 1920/21 | 8.    | 20:26 | 16-24  |
| Kreisliga Nordmain, Abt. I                      | 1921/22 | 2.    | 37:16 | 20-08  |
| Kreisliga Nordmain                              | 1922/23 | 1.    | 28:12 | 21-07  |
| Bezirksliga Main                                | 1923/24 | 1.    | 35:20 | 20-08  |
| Bezirksliga Main                                | 1924/25 | 1.    | 39:10 | 25-03  |
| Bezirksliga Main                                | 1925/26 | 1.    | 41:10 | 22-06  |
| Bezirksliga Main                                | 1926/27 | 1.    | 62:18 | 31-05  |
| Bezirksliga Main-Hessen, Gr. Main               | 1927/28 | 2.    | 87:25 | 36-08  |
| Bezirksliga Main-Hessen, Gr. Main               | 1928/29 | 2.    | 72:25 | 25-11  |
| Bezirksliga Main-Hessen, Gr. Main               | 1929/30 | 3.    | 29:22 | 16-12  |
| Bezirksliga Main-Hessen, Gr. Main               | 1930/31 | 5.    | 19:16 | 14-14  |
| Bezirksliga Main-Hessen, Gr. Main               | 1931/32 | 2.    | 50:30 | 28-12  |
| Bezirksliga Main-Hessen, Gr. Main               | 1932/33 | 1.    | 49:15 | 31-05  |

Anfang der 1920er Jahre baute der FSV Frankfurt seine Sportanlage an der Seckbacher Landstraße aus (1921 und 1924) und erweiterte sein Angebot um weitere Sportarten. Der sportliche Erfolg der Fußballmannschaft ging mit diesem Ausbau einher: Von 1923 bis 1927 gab es am Main nur einen Meister, den FSV. Die anschließenden Endrunden um die süddeutsche Meisterschaft schlossen die Bornheimer in diesen Jahren jedoch in der gleichen Regelmäßigkeit mit maximal ausgeglichener Punktebilanz ab. Immerhin konnte sich der FSV damit 1925 als Dritter der Südmeisterschaft für die reichsweite Endrunde qualifizieren. Nach Siegen über den Hamburger SV, Schwarz-Weiß Essen und Hertha BSC stand der FSV Frankfurt im Endspiel um die deutsche Meisterschaft. Erst in der Verlängerung unterlag der Außenseiter dem großen „Club“ mit 0:1. Auch im darauffolgenden Jahr qualifizierten sich die Bornheimer für die Endrunde, mussten sich aber schon im Viertelfinale Hertha BSC geschlagen geben. 1928, 1930 und 1932 verlor der FSV die Entscheidungsspiele um den dritten Teilnehmer an der Endrunde.
| Der FSV Frankfurt in der Gauliga |         |       |       |        |             |
| Spielklasse | Saison  | Platz | Tore  | Punkte | ⌀ Zuschauer |
| Gauliga Südwest | 1933/34 | 6.    | 43:48 | 21-23  | 5000        |
| Gauliga Südwest | 1934/35 | 4.    | 43:42 | 23-17  | 5000        |
| Gauliga Südwest | 1935/36 | 5.    | 37:30 | 19-17  | 5000        |
| Gauliga Südwest | 1936/37 | 5.    | 37:31 | 18-18  | 5500        |
| Gauliga Südwest | 1937/38 | 5.    | 33:33 | 17-19  | 6000        |
| Gauliga Südwest | 1938/39 | 2.    | 38:27 | 23-13  | 8500        |
| Gauliga Südwest, Gr. Mainhessen | 1939/40 | 3.    | 33:27 | 14-10  | 4000        |
| Gauliga Südwest, Gr. Mainhessen | 1940/41 | 5.    | 24:33 | 12-16  | 2000        |
| Gauliga Hessen-Nassau, Gr. 1 | 1941/42 | 3.    | 34:21 | 16-08  | 2000        |
| Gauliga Hessen-Nassau | 1942/43 | 2.    | 65:24 | 29-07  | 1000        |
| Gauliga Hessen-Nassau | 1943/44 | 3.    | 78:29 | 23-13  | n. b.       |
| Gauliga Hessen-Nassau, St. 4 | 1944/45 | –1    | 23:08 | 08-0   | n. b.       |
| 1 Die Saison 1944/45 wurde nicht zu Ende gespielt. Der FSV trat anschließend gemeinsam mit der Eintracht als Kriegssportgemeinschaft in der Staffel 3 an, der Spielbetrieb endete aber wahrscheinlich im Januar 1945. |         |       |       |        |             |

Im Jahr 1931 wurde der Umzug an den „Bornheimer Hang“, bis heute Spielstätte der Bornheimer, vollzogen. Zwei Jahre darauf folgte mit dem erstmaligen Gewinn der Süddeutschen Meisterschaft 1933 durch ein 1:0 im Endspiel gegen 1860 München am 30. April 1933 ein weiterer Höhepunkt in der Vereinsgeschichte. Im selben Jahr erfolgte eine grundlegende Neuorganisation im deutschen Fußball. Sämtliche bestehenden Regionalverbände lösten sich auf Druck der Nationalsozialisten auf, und die Ligastruktur wurde mit der Schaffung von 16 Gauligen als oberste Spielklassen neu organisiert. Die Spitzenvereine aus dem Rhein-Main-Gebiet wurden in die Gauliga Südwest/Mainhessen eingeteilt. Als Frankfurter Vertreter waren der FSV und die Eintracht Gründungsmitglieder, 1934 stießen Union Niederrad und 1939 Rot-Weiss Frankfurt dazu. Die Bilanz des FSV in der Gauliga war durchwachsen, die Eintracht überholte in diesen Jahren die Bornheimer als Frankfurter Nummer 1, und der FSV belegte am Rundenende meist nur einen Platz im Mittelfeld, als erfolgreichste Platzierung stand ein zweiter Rang in der Saison 1938/39 zu Buche. In dieser Spielzeit erreichte der FSV aber auch zum zweiten Mal in seiner Geschichte ein nationales Endspiel. Im Tschammerpokal, dem Vorläufer des DFB-Pokals, setzten sich die Bornheimer gegen Fortuna Düsseldorf, den VfB Mühlburg sowie im Halbfinale gegen den Wiener Sport-Club durch. Im Endspiel am 8. Januar 1939 war der SK Rapid Wien, gespickt mit zahlreichen aktuellen Nationalspielern, hoher Favorit. Dennoch führten die Bornheimer im Berliner Olympiastadion bis zur 80. Minute mit 1:0, mussten sich dann aber, inzwischen um einen Spieler dezimiert, mit 1:3 geschlagen geben.
Kriegsbedingt wurde die Gauliga ab der Runde 1941/42 neu geordnet, der FSV trat nun in der Gauliga Hessen-Nassau an. 1942/43 landete man nur einen Punkt hinter den Offenbacher Kickers auf Platz zwei, im Jahr darauf auf dem dritten Rang. Mitte 1944 wurde der Spielbetrieb eingestellt.

### Mittelmaß in der Oberliga Süd (1945–1962)
Während des Krieges wurden Platz und Gelände am Bornheimer Hang bei den Luftangriffen auf Frankfurt am Main durch Fliegerbomben stark beschädigt. Nach Kriegsende beschlagnahmte die US-Armee die Anlagen und nutzte sie, nach notdürftiger Ausbesserung der Schäden durch Schottersteine, als Parkplatz für Militärfahrzeuge. Dem FSV diente wie auch der Eintracht zunächst der alte FFV-Sportplatz an der Roseggerstraße, bis Kriegsende Heimstätte der BSG Adlerwerke, als Spielstätte. Erst im März 1946 konnte der FSV, der bereits zwei Monate nach Kriegsende, am 8. Juli 1945, sein erstes Spiel gegen Union Niederrad ausgetragen hatte, auf sein Vereinsgelände zurückkehren. Es dauerte noch bis 1953, bis die zerstörten Anlagen vollständig wiederaufgebaut waren.
| Der FSV Frankfurt in der Oberliga Süd |       |       |        |             |
| Saison                                | Platz | Tore  | Punkte | ⌀ Zuschauer |
| 1945/46                               | 11.   | 44:62 | 26-34  | 0.unbek.    |
| 1946/47                               | 14.   | 35:50 | 33-43  | 08.200      |
| 1947/48                               | 07.   | 66:50 | 43-33  | 11.200      |
| 1948/49                               | 12.   | 40:53 | 27-33  | 11.900      |
| 1949/50                               | 05.   | 45:38 | 34-26  | 14.300      |
| 1950/51                               | 05.   | 71:52 | 43-25  | 13.000      |
| 1951/52                               | 07.   | 45:58 | 30-30  | 10.700      |
| 1952/53                               | 11.   | 38:44 | 28-32  | 10.400      |
| 1953/54                               | 07.   | 60:56 | 30-30  | 11.600      |
| 1954/55                               | 06.   | 55:49 | 33-27  | 11.200      |
| 1955/56                               | 09.   | 51:43 | 29-31  | 10.100      |
| 1956/57                               | 11.   | 41:60 | 26-34  | 07.000      |
| 1957/58                               | 13.   | 33:46 | 24-36  | 09.000      |
| 1958/59                               | 11.   | 49:69 | 24-36  | 08.700      |
| 1959/60                               | 09.   | 59:53 | 28-32  | 10.600      |
| 1960/61                               | 12.   | 45:59 | 26-34  | 09.800      |
| 1961/62                               | 115.1 | 35:65 | 21-39  | 09.000      |
| 1 Abstieg in die II. Liga Süd         |       |       |        |             |

Noch im Jahr 1945 startete im Süden Deutschlands eine neue Meisterschaftsrunde. Als neue oberste Spielklasse wurde die Oberliga eingeführt. Als einer von drei hessischen Vertretern (neben Eintracht Frankfurt und Kickers Offenbach) gehörte der FSV Frankfurt der 16 Vereine umfassenden Oberliga Süd als Gründungsmitglied an und hielt sich bis 1962 im neuen Fußball-Oberhaus. Zu vorderen Plätzen und einer Endrundenteilnahme reichte es jedoch nicht mehr. Die Eintracht verdrängte den FSV in dieser Zeit endgültig als Nummer 1 im Frankfurter Fußball. Am 9. März 1957 gelang den Bornheimern mit einem 4:3 vor 10.000 Zuschauern in der zweiten Runde des Süddeutschen Pokals der bislang letzte Derbysieg gegen die Eintracht in einem Pflichtspiel. Abgesehen von zwei fünften Plätzen in den Jahren 1950 und 1951 war der FSV durchweg nur Oberliga-Mittelmaß. In der Runde 1959/60 erreichte die Mannschaft unter Trainer Ludwig Janda letztmals einen einstelligen Tabellenplatz. Zwei Jahre später, 1961/62, belegte der FSV schließlich den vorletzten Platz und stieg erstmals in seiner Vereinsgeschichte ab.

### Zwischen Zweit- und Drittklassigkeit (1962–1975)
| Der FSV Frankfurt zwischen Zweit- und Drittklassigkeit                                                                                           |         |       |        |        |             |
| Liga | Saison  | Platz | Tore   | Punkte | ⌀ Zuschauer |
| II. Liga Süd | 1962/63 | 011.1 | 63:46  | 45-23  | 4300        |
| RL Süd | 1963/64 | 16.   | 69:85  | 31-45  | 5100        |
| RL Süd | 1964/65 | 10.   | 52:59  | 36-36  | 4500        |
| RL Süd | 1965/66 | 14.   | 61:76  | 32-36  | 3820        |
| RL Süd | 1966/67 | 13.   | 37:58  | 28-40  | 3900        |
| RL Süd | 1967/68 | 16.   | 37:61  | 20-48  | 3520        |
| AL Hessen | 1968/69 | 01.   | 72:34  | 51-17  | 2620        |
| RL Süd | 1969/70 | 19.   | 34:79  | 25-21  | 3490        |
| AL Hessen | 1970/71 | 02.   | 78:32  | 51-17  | 2000        |
| AL Hessen | 1971/72 | 02.   | 124:39 | 62-10  | 2500        |
| AL Hessen | 1972/73 | 01.   | 92:31  | 58-10  | 2500        |
| RL Süd | 1973/74 | 211.2 | 37:58  | 28-40  | 4200        |
| AL Hessen | 1974/75 | 01.   | 95:24  | 61-11  | 3020        |
| 1 Durch Einführung der Bundesliga bzw. Regionalliga 1963 kein Aufstieg. 2 Durch Einführung der 2. Bundesliga 1974 Einstufung in die Amateurliga. |         |       |        |        |             |

Die Saison 1962/63 war die letzte vor der Einführung der Bundesliga und damit auch die letzte der II. Liga Süd, die im Jahr darauf von der Regionalliga abgelöst werden sollte. Der FSV spielte unter Trainer Bernd Oles wider Erwarten um die Meisterschaft mit und sicherte sich diese schließlich mit einem 3:0-Erfolg über die Stuttgarter Kickers. Ein Aufstieg blieb den Bornheimern freilich verwehrt; die ersten 16 Mannschaften, die an der neuen Bundesliga teilnehmen sollten, wurden aus dem Kreis der besten Oberligisten der vergangenen Jahre ausgewählt. Der FSV spielte daher ab 1963 in der Regionalliga Süd, die als eine von fünf zweitklassigen Staffeln als Unterbau der höchsten Spielklasse geschaffen worden war. Immerhin traf man hier auf prominente Gegner wie Bayern München und Kickers Offenbach, doch beim FSV setzte sich trotz der noch zahlreich vorhandenen Anhängerschaft der Abwärtstrend der vergangenen Jahre fort. Nur knapp entging man in der ersten Regionalligasaison 1963/64 dem Abstieg.
Trainer Oles, der aufgrund des enttäuschenden Ergebnisses heftig in die Kritik geraten war, trat schließlich zurück. An der Vereinsspitze vollzog sich ebenfalls ein Wechsel, der Filmunternehmer Karl-Heinz Böllinghaus führte nun den Verein an. Sein vollmundiges Versprechen, den FSV im ersten Tabellendrittel zu etablieren und mittelfristig in die Bundesliga zu führen, konnte er allerdings nicht einlösen. 1964/65 hatte der FSV zwar mit dem Abstieg nichts zu tun, belegte aber nur Rang 10 und verzeichnete einen weiteren Zuschauerrückgang. Im Durchschnitt kamen in dieser Runde nur noch 4500 Besucher zu den Spielen am Bornheimer Hang. Böllinghaus kündigte daraufhin Investitionen in Verstärkungen für die kommende Runde an: „Wir brauchen mehr Geld, also müssen wir mehr Zuschauer anlocken. Dazu muss die Mannschaft attraktiv sein und deshalb brauchen wir teure, neue Spieler.“ Rund 100.000 DM gab der Verein daraufhin für Edgar Otschik aus Pirmasens, die Marl-Hülser Schöngen und Walter sowie den Freiburger Studenroth aus. Wie die Runde 1965/66 zeigte, war diese Investition vergebens; die von Trainer Hoffmann betreute Mannschaft schrammte erneut nur knapp am Abstieg vorbei. Böllinghaus verließ daraufhin den FSV und hinterließ seinem Nachfolger Ferdinand Gindorf einen Verein mit 165.000 DM Schulden. Angesichts der finanziellen Situation dachte man zu diesem Zeitpunkt auch über einen freiwilligen Rückzug in die Hessenliga nach. Gindorf stellte den neuen Trainer Heinz Baas vor die schwierige Aufgabe, einen Neuaufbau mit jungen Talenten aus den unteren Klassen in die Wege zu leiten.
Trotz aller Bemühungen konnte der FSV seinen Platz in der Regionalliga schließlich nicht mehr behaupten und stieg nach der Runde 1967/68 ins Amateurlager ab. Präsident Gindorf war zu diesem Zeitpunkt längst zurückgetreten, und die Schulden des Vereins hatten inzwischen die stattliche Summe von 350.000 DM erreicht. In dieser schwierigen Situation gelang es unter der Führung von Franz Seeger, 1968/69 dennoch einen Überschuss von 80.000 DM zu erwirtschaften. Sportlich gewann der FSV in dieser Spielzeit unter Trainer Hans Schwerdhöfer die Meisterschaft in der Amateurliga Hessen und damit die Rückkehr in die Regionalliga. Dort konnte man sich jedoch nur ein Jahr halten. Es folgte eine Phase der wirtschaftlichen Konsolidierung, in der sich die fußballerische Bilanz nicht zu verstecken brauchte: 1971 und 1972 belegte der FSV am Saisonende jeweils Rang 2 der Hessenliga. Darüber hinaus gewannen die Bornheimer, vom ehemaligen Profi Horst Trimhold als Kapitän angeführt, 1972 die deutsche Amateurmeisterschaft. Trimhold schoss dabei im Finale gegen den TSV Marl-Hüls den Siegtreffer zum 2:1-Endstand.
Nach der Saison 1972/73 konnte der FSV die Meisterschaft und den Aufstieg in die Regionalliga feiern. Die Saison 1973/74 stand ganz unter dem Vorzeichen der für 1974 vorgesehenen Ligareform. Anstelle der bis dahin fünf Regionalligen als Unterbau der Bundesliga sollte eine zweigleisige 2. Bundesliga treten. Für die Südvereine waren dort 13 der insgesamt 40 Plätze vorgesehen, und der Aufsteiger FSV Frankfurt schlug sich im Qualifikationsrennen besser als erwartet und belegte am Saisonende Rang 11. Dennoch qualifizierte sich der FSV nicht für die 2. Liga, da hierfür eine Fünfjahreswertung herangezogen wurde; er musste 1974/75 erneut in der Hessenliga antreten. Hier löste Ottmar Groh Spielertrainer Trimhold als Übungsleiter ab, Trimhold stand jedoch als Spieler weiterhin in den Reihen der Bornheimer. Durch ein 2:2 im letzten Spiel gegen den VfR Bürstadt, das vor einer Rekordkulisse von 17.000 Zuschauern am Bornheimer Hang erkämpft wurde, gewann der FSV erneut die Hessenmeisterschaft und kehrte in die Zweitklassigkeit zurück.

### Der FSV in der 2. Bundesliga (1975–1983)
| Der FSV in der 2. Bundesliga Süd |       |       |        |             |
| Saison | Platz | Tore  | Punkte | ⌀ Zuschauer |
| 1975/76 | 13.   | 49:63 | 35-41  | 3882        |
| 1976/77 | 07.   | 65:58 | 40-36  | 2856        |
| 1977/78 | 15.   | 54:62 | 34-42  | 2177        |
| 1978/79 | 12.   | 59:66 | 34-42  | 2774        |
| 1979/80 | 18.   | 63:97 | 32-48  | 3475        |
| 1980/81 | 115.1 | 51:76 | 32-44  | 2913        |
| AOL Hessen 1981/82 | 01.   | 87:37 | 55-17  | 1475        |
| 1982/83 | 219.2 | 50:86 | 26-50  | 2287        |
| 1 Aufgrund der Einführung der eingleisigen 2. Bundesliga Zurückstufung in die Amateuroberliga Hessen 2Abstieg in die Amateuroberliga Hessen |       |       |        |             |

Im „Halbprofilager“ der 2. Bundesliga Süd war der FSV zwischen 1975 und 1983 in sieben von acht Spielzeiten vertreten. Die sportliche Leitung hatte 1975 Milovan Beljin, vom FC Augsburg gekommen, von dem aus beruflichen Gründen ausgeschiedenen Aufstiegstrainer Ottmar Groh übernommen. Beljin war der erste FSV-Trainer, der diesen Posten hauptamtlich ausübte, die Spieler waren hingegen noch Halbprofis. Der Etat wuchs auf 700.000 Mark an, die der Verein aber schultern konnte, da der Zuschauerzuspruch in der 2. Liga die kalkulierten Zahlen übertraf. In der ersten Runde 1975/76 wurde das gesetzte Ziel Klassenerhalt problemlos erreicht. Im folgenden Jahr 1976/77 belegte der FSV sogar den siebten Rang – die beste Platzierung in der Zweitligazeit der Bornheimer. Nach dem vor Saisonbeginn euphorisch ausgegebenen Ziel, im folgenden Jahr in der Spitzengruppe mitzumischen, fand sich der FSV schnell auf dem Boden der Tatsachen wieder, als in den ersten sieben Spielen kein einziger Sieg gelungen war; am 14. Spieltag fand sich der FSV sogar auf dem 18. Tabellenplatz wieder. Trainer Beljin geriet in die Kritik und auch um die Finanzen stand es nach den Investitionen der Vorjahre schlecht. Am Ende der Saison 1977/78 reichte es gerade noch für einen Nichtabstiegsplatz. Beljin verließ den Verein und auch der langjährige Führungsspieler „Schotte“ Trimhold beendete seine Zeit beim FSV, um seine Karriere im Amateurlager ausklingen zu lassen.
Angesichts der sportlichen Situation, vor allem aber auch aus wirtschaftlichen Gründen musste der Verein nun einen großen Schnitt machen. Nun wollte man mit jungen Spielern unter dem neuen Trainer Heinz Bewersdorf den Klassenerhalt sichern. Die Spielzeit 1978/79 war von einem permanenten Kampf gegen den Abstieg geprägt, der erst durch eine Serie von 9:1 Punkten in den letzten fünf Spielen verhindert werden konnte. Die finanzielle Situation verschlechterte sich zusehends und die Lizenz wurde dem FSV nur unter strengen Auflagen erteilt. Verstärkungen kamen daher vorwiegend aus der eigenen Jugend. Zudem kam es kurz nach Saisonbeginn zu Überwerfungen mit Trainer Bewersdorf; mit der offiziellen Begründung, ihm sei die Anfahrt von seinem Wohnort bei Bingen nach Frankfurt zu weit, verließ er den Verein und heuerte beim noch weiter entfernten FV Würzburg 04 an.
Gerhard Happ wurde neuer FSV-Trainer, doch er wurde bereits ein halbes Jahr später von Amateurtrainer Dietmar Grutsch abgelöst; eine Übergangslösung, da Grutsch nicht die erforderliche Lizenz besaß. Schließlich übernahm Heinz Bewersdorf, dem inzwischen in Würzburg gekündigt worden war, wieder die sportliche Leitung. Bewersdorf hatte aber nicht mehr viele Freunde in Frankfurt und verließ den FSV nach nur wenigen Spielen erneut. Noch einmal übernahm Grutsch. Angesichts dieser Situation war es wenig überraschend, dass der FSV am Ende der Runde 1979/80 mit Platz 18 einen Abstiegsrang belegte; lediglich der gleichzeitige Erfolg des Karlsruher SC in den Relegationsspielen zur Bundesliga rettete die Bornheimer diesmal vor dem Gang ins Amateurlager.
Die Saison 1980/81 war von der bevorstehenden Einführung der eingleisigen 2. Bundesliga geprägt. Ein Platz unter den ersten zehn Mannschaften wäre für den FSV Pflicht gewesen, um sich in der Zweitklassigkeit zu halten. Wie schon bei der Einführung der 2. Liga galt es, sowohl wirtschaftliche als auch sportliche Kriterien zu erfüllen. Unter dem neuen Trainer Dietmar Schwager belegte der FSV nach einem zwischenzeitlichen Höhenflug zu Rundenbeginn und Platz 4 nach elf Spieltagen am Ende der Saison nur Platz 15. Der FSV musste die Saison 1981/82 in der Amateurliga Hessen bestreiten. Im August 1981 trat mit Bernd Metz ein neuer Präsident an die Spitze des Vereins und mit Rolf Birkhölzer wurde ein Trainer verpflichtet, der die Amateuroberliga gut kannte. Am Ende der Runde 1981/82 hatte der FSV die Hessenmeisterschaft gewonnen und stieg nach erfolgreicher Aufstiegsrunde wieder in die inzwischen eingleisige 2. Liga auf. Dort konnte man sich aber nicht halten. „Für den FSV war alles eine Nummer zu groß!“ brachte die Frankfurter Rundschau am 7. Juni 1983 die Zweitligasaison 1982/83 auf den Punkt. Der FSV stieg als Vorletzter erneut in die Amateuroberliga ab und es sollte diesmal elf Jahre dauern, bis man in die Zweitklassigkeit zurückkehrte.

### Elf Jahre Amateuroberliga und kurze Rückkehr in die 2. Liga (1983–1996)
| Der FSV in der Amateuroberliga Hessen |         |       |        |         |             |
| Liga | Saison  | Platz | Tore   | Punkte  | ⌀ Zuschauer |
| AOL | 1983/84 | 03.   | 92:038 | 146-201 | 1060        |
| AOL | 1984/85 | 10.   | 52:049 | 36-36   | 0700        |
| AOL | 1985/86 | 05.   | 69:038 | 39-29   | 0810        |
| AOL | 1986/87 | 03.   | 63:042 | 39-25   | 0860        |
| AOL | 1987/88 | 05.   | 77:051 | 44-24   | 0890        |
| AOL | 1988/89 | 04.   | 57:041 | 36-24   | 0830        |
| AOL | 1989/90 | 08.   | 52:051 | 32-36   | 0620        |
| AOL | 1990/91 | 06.   | 51:051 | 37-31   | 0460        |
| AOL | 1991/92 | 05.   | 54:036 | 39-25   | 0520        |
| AOL | 1992/93 | 02.   | 62:027 | 43-21   | 0760        |
| AOL | 1993/94 | 021.2 | 74:036 | 51-17   | 1200        |
| 2. BL | 1994/95 | 18. 3 | 39:103 | 12-56   | 1349        |
| RL | 1995/96 | 18. 4 | 29:065 | 16      | 0496        |
| Liga: AOL = Amateuroberliga Hessen 2. BL = 2. Bundesliga RL = Regionalliga Süd 1 2 Punkte Abzug wegen Einsatz eines nicht spielberechtigten Spielers in einem Freundschaftsspiel 2 Nach 8-4 Punkten in der Aufstiegsrunde Aufstieg in die 2. Bundesliga 3 Abstieg in die Regionalliga 4 Abstieg in die Oberliga |         |       |        |         |             |

Nach dem Abstieg drückte ein Schuldenberg von 1,1 Millionen DM auf die Stimmung und die Zukunftsperspektiven des FSV. Nachdem man am Ende der Runde 1983/84 noch in der Spitzengruppe der Amateuroberliga vertreten war, wurde im Jahr darauf mit Platz 10 ein neuer sportlicher Tiefpunkt erreicht. Und der auf 700 Zahlende eingebrochene Zuschauerschnitt sowie das zu dieser Zeit im deutschen Fußball überall gegenwärtige Problem mit gewaltbereiten Anhängern stellten den Verein vor zusätzliche Schwierigkeiten. Sportlich konnten auch namhafte Trainer wie Dieter Stinka, Dragoslav Stepanović oder Wolfgang Solz und Hubert Genz die Mannschaft in den 1980er Jahren nicht aus der Drittklassigkeit herausführen. 1990/91 erreichte der Zuschauerzuspruch mit durchschnittlich 460 Besuchern pro Spiel einen Tiefpunkt. Einziger Lichtblick in dieser Zeit war der Gewinn des Hessenpokals in der Saison 1989/90.
Der aus Rüsselsheim stammende Trainer Herbert Dörenberg führte den FSV ab 1991 auch hinsichtlich der Leistungen in der Liga in die Erfolgsspur zurück. Er leitete einen Neuaufbau mit regionalen Talenten ein, der sich schon nach zwei Jahren auszahlte. Das Durchschnittsalter des für die Saison 1991/92 zusammengestellten Kaders betrug 22 Jahre, und nachdem der Mannschaft zu Saisonbeginn ein Platz in der unteren Tabellenhälfte prognostiziert worden war, schloss der FSV die Runde auf Rang 5 ab. Auch die Erfolge der inzwischen gegründeten Frauenfußballmannschaft, die 1992 erstmals die deutsche Meisterschaft feiern konnte, färbten nicht nur positiv und motivierend auf die Männermannschaft, sondern auch auf den Ruf des Vereins ab.
Durch den positiven Ausgang der vorangegangenen Spielzeit motiviert, ging der FSV voller Optimismus in die Saison 1992/93. Nach verhaltenem Beginn steigerte sich die Mannschaft im Laufe der Saison und belegte hinter den Offenbacher Kickers am Ende Platz 2, die beste Platzierung seit dem Abstieg ins Amateurlager 1982. Am Saisonende gab der FSV überraschend die Verpflichtung von Klaus Gerster als Manager bekannt, gleichzeitig trat Andreas Möller in den Verwaltungsrat des Vereins ein. Mit Hilfe des namhaften Spielervermittlers erhoffte sich die Vereinsführung, die Basis für professionellere Strukturen und die Rückkehr in die 2. Bundesliga zu schaffen. An die Stelle des erkrankten Präsidenten Peter Baecker trat Edgar Drexel, der bereits als Verwaltungsratsmitglied die Politik des Vereins mitbestimmt hatte. Von ihm ging auch die Verpflichtung Gersters aus.
Für die Saison 1993/94 in der letztmals drittklassigen Oberliga – an ihre Stelle sollte ab 1994 die Regionalliga treten – wurde das Team von Trainer Dörenberg unter anderem durch die ehemaligen Eintracht-Profis Thomas Lasser, Ralf Haub und den „Rückkehrer“ Michael Klein verstärkt. Wie schon im Vorjahr kamen die Bornheimer nur langsam in Schwung, feierten aber nach einem vor 7.600 Zuschauern errungenen 1:0-Erfolg über den OFC die Herbstmeisterschaft. In der Winterpause trat Herbert Dörenberg – offiziell aus beruflichen Gründen – als Trainer zurück und Manager Gerster übernahm nun auch die sportliche Leitung. Der FSV konnte sich auch in der Rückrunde auf den ersten Plätzen festsetzen, so dass das Minimalziel für die laufende Saison, die Qualifikation zur Regionalliga über eine Dreijahreswertung, frühzeitig erreicht wurde. Am Saisonende feierte der FSV die Oberliga-Meisterschaft und qualifizierte sich damit für die Aufstiegsrunde zur 2. Bundesliga. Dort schien der Aufstieg nach Niederlagen gegen Ulm und Trier und nur einem Sieg gegen Kickers Emden schon fast unerreichbar. Doch nach Siegen in den Rückspielen gegen Trier und Emden feierten 10.000 Zuschauer am Bornheimer Hang einen 3:0-Erfolg über den SSV Ulm und die Rückkehr in die Zweite Liga.
Nach elf Jahren Abstinenz spielte der FSV 1994/95 wieder in der Zweiten Liga. Doch es zeigte sich schon bald, dass die Mannschaft von Trainer Gerster in dieser Spielklasse nicht mithalten konnte. Auf ein 2:2 im ersten Auswärtsspiel in Zwickau folgte im ersten Spiel am Bornheimer Hang ein 0:5 gegen Fortuna Köln. Am vierten Spieltag fand sich der FSV auf dem letzten Tabellenplatz wieder, den er bis zum Saisonende nicht mehr verlassen sollte. Obwohl frühzeitig feststand, dass der Abstieg nicht abzuwenden war, bereitete sich der Verein nicht auf die Rückkehr ins Amateurlager vor; Grund dafür waren Turbulenzen in der Führungsetage. Schon vor Saisonbeginn 1994/95 hatte es Streitigkeiten über den Vertrag von Gerster gegeben, was im Juni zum Rücktritt von Präsident Drexel führte. Doch die Querelen hielten an; eine Reaktion der Vereinsführung auf die sportliche Misere erfolgte nicht, da ein handlungsfähiger Vorstand praktisch nicht existierte und Trainer Gerster in Personalunion auch Manager war. Mitte März 1995, als der Abstieg nicht mehr zu verhindern war, traten sowohl Klaus Gerster als auch Vizepräsident Bernd Reisig zurück. Das Präsidium unter Fritz Imhof sah zu Saisonende noch eine Chance auf ein zweites Jahr in der Zweiten Liga, als sich der Lizenzentzug für vier Profivereine ankündigte, und plante dementsprechend die Verpflichtung von Verstärkungen im Profilager. Als aber zwei der vier „Lizenzsünder“ begnadigt wurden und damit der Abstieg endgültig feststand, verließ Imhof den Verein mit der Begründung, für das Amateurlager nicht der Richtige zu sein.
Es vergingen Wochen, in denen nichts für die weitere Planung der ersten Mannschaft getan wurde, und zwei Wochen vor Rundenstart 1995/96 stand der FSV praktisch ohne Mannschaft da. Erst dann stellte sich Gerhard Emmerich als Interimspräsident zur Verfügung und der Spielervermittler Leukel wurde als neuer Manager eingestellt. Immerhin verfügte der FSV, der die Zweitligasaison mit einem Gewinn hatte abschließen können, über den höchsten Etat aller hessischen Vereine der Regionalliga Süd, so dass man sich trotz der Führungskrise Hoffnungen machte, umgehend wieder aufzusteigen. Auf Leukels Vermittlung konnte der FSV unter anderem Ouédraogo (Kassel), Iresic (Dubrovnik), Tatarenko (Eisbachtal) und Rüppel (Egelsbach) als Neuverpflichtungen präsentieren. Als sich unter Trainer Michael Dämgen die Hoffnungen auf umgehenden sportlichen Erfolg nicht einstellten, zeichneten sich für den Klub auch finanzielle Schwierigkeiten ab. Der Zuschauerrückgang, vor allem aber auch die hohen Spielergehälter sorgten dafür, dass der Verein in finanzielle Schieflage geriet, was sich wiederum negativ auf die Leistungen der Spieler auswirkte. Mit der kurz vor Saisonbeginn schnell zusammengekauften Truppe fand sich der FSV bald auf dem letzten Tabellenplatz der Regionalliga wieder. Im Mai 1996 war der FSV Frankfurt als Schlusslicht abgestiegen und der Verein stand kurz vor der Insolvenz.

### Fast-Insolvenz und Konsolidierung in der Viertklassigkeit (1996–2006)
| Der FSV in der Viertklassigkeit |         |       |       |        |          |
| Liga | Saison  | Platz | Tore  | Punkte | ⌀ Zusch. |
| OL | 1996/97 | 07.   | 60:51 | 53     | 0526     |
| OL | 1997/98 | 01.   | 77:37 | 63     | 1069     |
| RL | 1998/99 | 15.   | 45:62 | 38     | 1241     |
| RL | 1999/00 | 114.1 | 48:57 | 41     | 1109     |
| OL | 2000/01 | 05.   | 70:44 | 55     | 00unbek. |
| OL | 2001/02 | 02.   | 79:35 | 73     | 0644     |
| OL | 2002/03 | 03.   | 90:36 | 73     | 0679     |
| OL | 2003/04 | 06.   | 58:40 | 53     | 0394     |
| OL | 2004/05 | 02.   | 77:36 | 79     | 0826     |
| OL | 2005/06 | 02.   | 73:26 | 75     | 0879     |
| Liga: RL = Regionalliga Süd (drittklassig), OL = Oberliga Hessen (viertklassig) 1 Nach Scheitern in der Qualifikationsrunde Abstieg in die OL |         |       |       |        |          |

Vor dem letzten Heimspiel 1995/96 gegen die SG Egelsbach erschien in der Frankfurter Rundschau ein Artikel, der unter der Überschrift Der Untergang eines Traditionsvereins über die bevorstehende Auflösung des FSV Frankfurt spekulierte. Präsident Emmerich hatte kurz zuvor Konkursantrag stellen müssen und gleichzeitig seinen Rücktritt zum 30. Juni 1996 erklärt. Eine vereinsinterne „Prüfungskommission“ versuchte den Verein doch noch zu retten. Aus diesem Kreis bildete sich ein neues Präsidium unter Führung von Bernd Reisig, dem es nach Gesprächen mit Gläubigern und langfristigen Einigungen schließlich gelang, den Konkurs abzuwenden. Die aus der Saison 1995/96 stammenden „Altlasten“ sollten sich aber noch lange Zeit auswirken.
Wenigstens sollte sich die Mannschaft unter Trainer Niko Semlitsch in der Oberliga Hessen halten, um nicht ganz in die sportliche Bedeutungslosigkeit abzurutschen. Mit einem um zwei Drittel auf 500.000 DM zusammengestrichenen Etat für die erste Mannschaft konnten einige wichtige Spieler der Vorjahre gehalten und das Team durch einzelne Zugänge verstärkt werden, sodass die Runde 1996/97 mit einer sportlich positiven Bilanz auf Rang 7 endete. Mit dem „alten“ neuen Trainer Herbert Dörenberg und einer um die Eintracht-Spieler Carsten Hennig, Michael Guht und Dietmar Roth verstärkten Mannschaft ging der FSV als Favorit in die Oberliga-Saison 1997/98. Als man zur Winterpause hinter Viktoria Aschaffenburg „nur“ Rang zwei belegte, wurde Dörenberg kurz vor dem ersten Ligaspiel 1998 entlassen und am Abend Ex-Profi Ronald Borchers als neuer Trainer präsentiert. Zu dessen Einstand gewann die Mannschaft vor eigenem Publikum gegen Tabellenführer Aschaffenburg und sicherte sich am Saisonende die Hessenmeisterschaft und damit den Aufstieg in die Regionalliga.
Aufgrund der wirtschaftlich weiterhin angespannten Situation des Vereins war für die Regionalliga-Saison 1998/99 nur wenig Geld für prominente Verstärkungen verfügbar und die wenigen Zugänge erwiesen sich durchweg als Fehleinkäufe. Nach neun Spieltagen mit nur vier Punkten Ausbeute wurde Borchers entlassen und durch Michael Blättel ersetzt. Diesem brachte durch zahlreiche Umstellungen die Mannschaft wieder in die Spur, sodass dem FSV nach einer Aufholjagd im Jubiläumsjahr der kaum noch erwartete Klassenerhalt gelang. Die Runde 1999/2000 stand unter dem Vorzeichen der „Verschlankung“ der Regionalliga von vier auf nur noch zwei Staffeln. Um sich in der dritthöchsten Spielklasse zu halten, musste der FSV Platz 11 erreichen. Die Mannschaft, die mit fast identischem Personal wie dem Vorjahr antrat, konnte die Euphorie der vergangenen Saison in die neue Spielzeit mitnehmen. Sie sammelte in der Hinrunde 28 Punkte, sodass der Klassenerhalt nur noch Formsache schien. Umso überraschender kam der Leistungseinbruch in der Rückrunde. Am Ende der Saison glaubte man sich dennoch am Ziel; man hatte sich mit Platz 13 – dem FC Augsburg wurde die Lizenz entzogen und die Amateure des Karlsruher SC mussten aufgrund des Abstiegs der ersten Mannschaft zwangsabsteigen – sportlich für die Regionalliga qualifiziert. Doch wegen eines formalen Fehlers im letzten Spiel – der FSV wechselte einen Spieler ein, der nicht auf dem Spielberichtsbogen gestanden hatte – wurden dem FSV die drei Punkte aus diesem Spiel abgezogen, sodass sich die Bornheimer nur über die Relegation einen Platz in der Regionalliga hätten sichern können. Die Spiele gegen Jahn Regensburg wurden aber mit 2:3 und 1:3 verloren.
Nach dem Abstieg in die Oberliga verließen Trainer Blättel sowie einige Leistungsträger den Verein, sodass wieder ein sportlicher Neubeginn anstand. Als Ziel wurde beim FSV zwar der sofortige Wiederaufstieg ins Auge gefasst, doch die Mannschaft erreichte unter dem neuen Trainer, dem Österreicher Kurt Garger, nur einen Mittelfeldplatz. In der Winterpause erwies sich die Verpflichtung von Mohamadou Idrissou zwar als Volltreffer, der Kameruner verließ den Verein jedoch am Saisonende in Richtung Wiesbaden. In der Saison 2001/02 vollzog der FSV einen radikalen Schnitt, trennte sich von elf Spielern und Martin Hohmann wechselte vom Posten des sportlichen Leiters auf die Trainerbank. Die Bornheimer spielten daraufhin zwar wieder im oberen Tabellendrittel mit, verpassten mit Rang 2 hinter den Amateuren der Eintracht aber den Aufstieg erneut. Auch 2002/03 gelang der nun von Stefan Hassler trainierten Mannschaft nur ein dritter Platz, nachdem man sich gegen die direkten Konkurrenten um den Aufstieg, dem 1. FC Eschborn und Hessen Kassel, nicht hatte durchsetzen können. Für die Spielzeit 2003/04 wollte man sich mit Investitionen zurück- und damit aus dem Aufstiegsrennen heraushalten, da sich die Oberliga-Konkurrenten aus Darmstadt, Fulda und Kassel kräftig verstärkt hatten. Stattdessen verjüngte man in diesem Jahr den Kader und versuchte vor allem mit Spielern aus der eigenen Jugend die sportliche Basis für die nächsten Jahre zu schaffen. Die von Niko Semlitsch betreute Mannschaft belegte am Ende Rang 6 und lag damit über dem vor der Saison ausgegebenen Ziel, ein Tabellenplatz zwischen Rang 8 und 10.
Schon 2004/05 gehörte der FSV in der Oberliga wieder zum Favoritenkreis. Der schärfste Konkurrent war wie zwei Jahre zuvor der 1. FC Eschborn. Und obwohl die Bornheimer in der Winterpause mit drei Punkten Vorsprung vor den Eschbornern gelegen und mit Michael Aničić den mit 16 Toren in der Vorrunde erfolgreichsten Stürmer vom Konkurrenten abgeworben hatten, hatte man auch nach dieser Spielzeit das Nachsehen. Aničić konnte nicht an seine Form der Vorrunde anknüpfen, der FSV unterlag im direkten Duell dem FC Eschborn mit 0:1; und obwohl dies die einzige Niederlage der Rückrunde blieb, landete der FSV Frankfurt am Saisonende auf Platz 2. Gerhard Kleppinger übernahm zur Runde 2005/06 die sportliche Leitung, beim spielenden Personal blieb fast alles beim Alten. Nach 14 Spielen ohne Niederlage brach die Mannschaft zwar zum Ende der Vorrunde ein, führte die Oberliga Hessen nach der Hinserie aber trotzdem mit sechs Punkten Vorsprung an. Dennoch gab es in der Winterpause einen Wechsel auf der Trainerbank, mit Michael Blättel kehrte ein alter Bekannter an den Bornheimer Hang zurück. Die Rückrunde begann mit einer 1:2-Niederlage gegen den FV Bad Vilbel und eine Negativserie im April ließ den Vorsprung gegenüber dem hartnäckigsten Verfolger Kassel weiter schrumpfen. Die Entscheidung fiel am letzten Spieltag; mit drei Punkten Vorsprung im Rücken trat der FSV zuhause gegen Hessen Kassel an, mit einem Unentschieden wäre die Meisterschaft unter Dach und Fach gewesen. Doch die Bornheimer unterlagen den Nordhessen mit 0:1, und nach 33 Spieltagen an der Tabellenspitze lief der FSV wieder nur als Vizemeister ein.

### Aus der Regionalliga in die 2. Bundesliga (2006–2015)
| Der FSV seit 2006 |         |       |       |        |          |  |  |
| Liga | Saison  | Platz | Tore  | Punkte | ⌀ Zusch. |  |  |
| OL | 2006/07 | 01.   | 80:19 | 85     | 0715     |  |  |
| RL | 2007/08 | 01.   | 57:31 | 62     | 2178     |  |  |
| 2. BL | 2008/09 | 15.   | 34:47 | 38     | 7222     |  |  |
| 2. BL | 2009/10 | 15.   | 29:50 | 38     | 5083     |  |  |
| 2. BL | 2010/11 | 13.   | 42:54 | 38     | 4142     |  |  |
| 2. BL | 2011/12 | 13.   | 43:59 | 35     | 7931     |  |  |
| 2. BL | 2012/13 | 04.   | 55:45 | 54     | 5513     |  |  |
| 2. BL | 2013/14 | 13.   | 46:51 | 41     | 6288     |  |  |
| 2. BL | 2014/15 | 13.   | 41:53 | 39     | 6631     |  |  |
| 2. BL | 2015/16 | 17.   | 33:59 | 32     | 6583     |  |  |
| 3. L | 2016/17 | 20.   | 38:50 | 25     | 3317     |  |  |
| RL SW | 2017/18 | 14.   | 49:66 | 41     | 1713     |  |  |
| RL SW | 2018/19 | 12.   | 45:58 | 40     | 1325     |  |  |
| RL SW | 2019/20 | 12.1  | 26:32 | 28     | 1684     |  |  |
| RL SW | 2020/21 | 06.   | 58:48 | 70     | 1684     |  |  |
| RL SW | 2021/22 | 15.   | 40:53 | 39     |          |  |  |
| RL SW | 2022/23 | 5.    | 57:45 | 57     |          |  |  |
| Liga: OL = Oberliga Hessen (viertklassig) RL = Regionalliga Süd (drittklassig) 2. BL = 2. Bundesliga (zweitklassig) 3. L = 3. Liga (drittklassig) RL SW = Regionalliga Südwest (viertklassig) 1 Die Saison wurde aufgrund der COVID-19-Pandemie vorzeitig für beendet erklärt. Die Tabellenwertung wurde anhand der Quotientenregelung vorgenommen. |         |       |       |        |          |  |  |

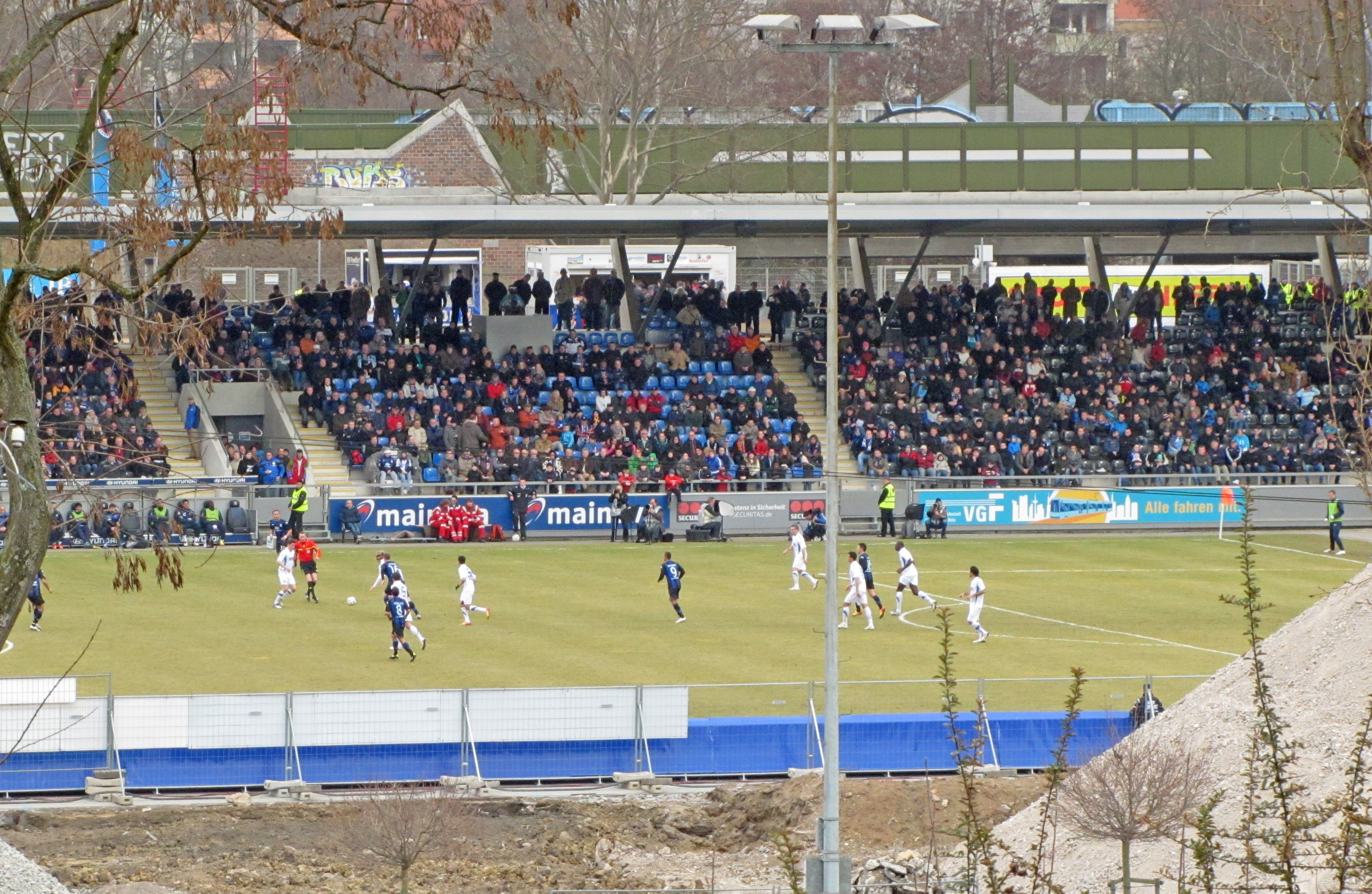
Blick vom „Bornheimer Hang“ auf das Zweitligaspiel FSV gegen KSC am 26. Februar 2012 (nach dem Abriss der alten Haupttribüne)

Nach mehrmaligem knappen Scheitern sollte der Aufstieg 2006/07 endlich gelingen. Tomas Oral, der lange Jahre für den FSV als Spieler aktiv war und anschließend die zweite Mannschaft trainierte, übernahm den Trainerposten. Nach einer fulminanten Vorrunde mit 16 Siegen und nur einem Unentschieden ließ sich der FSV in dieser Saison den ersten Platz in der Rückrunde nicht mehr nehmen, sicherte sich frühzeitig den Meistertitel und stand als Aufsteiger in die Regionalliga Süd fest.
In der Saison 2007/08 ging es in erster Linie darum, sich für die 3. Liga zu qualifizieren, die im folgenden Jahr als neue Profiklasse eingeführt werden sollte. Zur Überraschung vieler Experten erreichten die Bornheimer einen Aufstiegsplatz und stiegen in die Zweite Liga auf. Wie 1994 gelang somit quasi das „Überspringen“ einer Spielklasse.
Der FSV Frankfurt konnte zudem den Autohersteller Hyundai sowie die Frankfurter Volksbank als neue Hauptsponsoren gewinnen. Im November 2007 begann der Neubau der Spielstätte am Bornheimer Hang (heute PSD Bank Arena). Das Stadion entstand in einer Bauzeit von rund einem Jahr; es bietet ein für die neue 3. Liga ausgelegtes Fassungsvermögen von 10.300 Zuschauerplätzen, bei einem (inzwischen bereits erfolgten) Aufstieg des Vereins in die 2. Bundesliga könnte es auf 15.000 Plätze erweitert werden. Um den Auflagen des DFB für die Zweite Liga zu entsprechen, trug der FSV alle Heimspiele sowie die Partien im DFB-Pokal der Saison 2008/09 in der 51.500 Zuschauer fassenden Frankfurter Commerzbank-Arena aus.
Auf den ersten Sieg im Profifußball nach zwölf Jahren Abstinenz mussten die FSV-Anhänger bis zum 5. Spieltag warten, darauf folgte jedoch Niederlage auf Niederlage. Am 8. Spieltag belegten die Bornheimer erstmals den letzten Tabellenplatz, und erst am letzten Spieltag der Vorrunde gelang gegen den FC St. Pauli der zweite Saisonsieg. Im neuen Jahr folgte einem 4:0-Auftakterfolg gegen Rot Weiss Ahlen der erste Auswärtssieg in Koblenz, wodurch der FSV erstmals seit Monaten wieder einen Nichtabstiegsplatz belegte. Durch eine Serie von vier Spielen ohne Niederlage wurde im Februar 2009 der Grundstein für den Klassenerhalt gelegt, der allerdings erst nach dem letzten Spieltag feststand.
Auch der Start in die Saison 2009/10 verlief alles andere als optimal. Bereits am zweiten Spieltag fand sich der FSV auf dem letzten Platz wieder und im Pokal schied man bereits in der ersten Runde gegen Borussia Mönchengladbach aus. Schon nach dem 8. Spieltag erklärte Trainer Tomas Oral seinen Rücktritt. Er wurde durch Hans-Jürgen Boysen vom Nachbarn Kickers Offenbach ersetzt. In einer durchwachsenen Vorrunde, in der nur ein Heimsieg gelang, pendelte der FSV zwischen den letzten drei Rängen der Tabelle und belegte zur Winterpause Platz 16, mit sechs Punkten Rückstand auf einen Nichtabstiegsplatz. Der Start in die Rückrunde verlief mit zwei herben 0:5-Niederlagen denkbar schlecht. Darauf reagierte die sportliche Leitung mit der Suspendierung von mehreren Spielern aus dem Kader der ersten Mannschaft, darüber hinaus verließ Torjäger Matías Cenci den Verein. Im Gegenzug verstärkte sich der FSV mit Bundesligaprofi Vlad Munteanu vom VfL Wolfsburg sowie Stürmer Sascha Mölders aus der Regionalliga West. Diese Maßnahmen erwiesen sich als wirkungsvoll; es folgte eine Serie von Spielen ohne Niederlage. Der FSV beendete die Saison erneut auf Tabellenplatz 15. Nach einem neuerlichen personellen Umbruch – nur vier Spieler der Stammelf zählten auch in der neuen Saison zum Kader – überraschte der FSV in der Vorrunde die Liga, als er sich in der oberen Hälfte etablierte und zeitweise sogar die Aufstiegsplätze in Sichtweite waren. Durch eine Serie von zehn sieglosen Spielen sackten die Bornheimer in der Rückrunde zwar wieder ins untere Mittelfeld ab, frühzeitig konnte aber der Klassenerhalt gesichert werden. Auch zur Saison 2011/12 gab es beim FSV zahlreiche Wechsel; insbesondere im Mittelfeld und im Angriff musste das Personal nahezu komplett ausgetauscht werden. Die Vorrunde war gekennzeichnet durch eine Reihe hoher Niederlagen, unter anderem ein 0:4 im ersten Frankfurter Stadtderby seit fast 50 Jahren gegen die Frankfurter Eintracht. Aufgrund des hohen Zuschauerinteresses wurde das Spiel in die Commerzbank-Arena verlegt, wo sich 50.250 Zuschauer einfanden. Am Jahresende belegte der FSV nach 19 Spieltagen Platz 16 und Trainer Hans-Jürgen Boysen wurde entlassen. Unter dem neuen Coach Benno Möhlmann spielte die durch einige Neuzugänge verstärkte Mannschaft nach der Winterpause wie ausgewechselt; sie verlor zuhause, wo man zuvor keine einzige Begegnung hatte gewinnen können, kein einziges Spiel mehr und schloss die Saison wie schon im Vorjahr auf Rang 13 ab.
Die Spielzeit 2012/13 war für den FSV Frankfurt die erfolgreichste Zweitligasaison der Vereinsgeschichte. Im Gegensatz zu den Vorjahren hatte man frühzeitig nichts mit dem Abstieg zu tun und konnte sich konstant im oberen Drittel der Tabelle halten. Der FSV blieb in den ersten sieben Spielen ungeschlagen. Im DFB-Pokal erreichte er die zweite Runde, in der er gegen den VfL Wolfsburg ausschied. Nach der Hinrunde stand er auf Platz 8 und es sah zunächst nach einer Saison im Niemandsland der Tabelle aus. Nach einem durchwachsenen Start spielten die Bornheimer eine überraschend konstante Rückrunde. Bis zum 31. Spieltag war sogar der Relegationsplatz in Reichweite. Im direkten Duell gegen den drittplatzierten 1. FC Kaiserslautern musste man sich jedoch den Pfälzern geschlagen geben und beendete die Saison auf Platz 4. Vor der Saison 2013/14 verließen mit John Verhoek (FC St. Pauli), Marcel Gaus (1. FC Kaiserslautern) und Yannick Stark (1860 München) drei Stammspieler den Verein. Nach einer Vorrunde mit Höhen und Tiefen fand man sich auf Platz 16 wieder. Die Rückrunde wurde mit einer Serie von vier Spielen ohne Niederlage begonnen. Nach einer Niederlagenserie von fünf Partien rutschte der FSV allerdings drei Spieltage vor Schluss zurück in die vom Abstieg bedrohten Regionen der Tabelle. Mit einem Sieg über Energie Cottbus und einem Unentschieden gegen Arminia Bielefeld konnte der Klassenerhalt jedoch vor dem letzten Spieltag gesichert werden. Durch einen weiteren Sieg über den designierten Meister 1. FC Köln am 34. Spieltag im ausverkauften Frankfurter Volksbank Stadion wurde die Spielzeit schließlich auf Platz 13 beendet.
Die Spielzeit 2014/15 verlief für den FSV turbulent. Nachdem man im ersten Saisondrittel Dauergast auf den Abstiegsrängen gewesen war, etablierte man sich zur Winterpause im Mittelfeld. Einen Spieltag vor Saisonende fanden sich die Frankfurter jedoch auf dem Relegationsplatz wieder. Benno Möhlmann wurde wenige Tage vor dem entscheidenden letzten Spieltag entlassen und von Tomas Oral beerbt. Unter ihm gewann der FSV das letzte Spiel bei Fortuna Düsseldorf mit 3:2 und sicherte sich so die Klasse.

### Gegenwart (seit 2015)
Die folgende Saison 2015/16 gestaltete der FSV Frankfurt zunächst erfolgreich, er holte in der Hinrunde 22 Punkte. Allerdings konnte nach einer katastrophalen Rückrunde (10 Punkte aus 17 Spielen) die Klasse nicht gehalten werden. Mit den meisten Gegentoren der Liga und als schlechteste Heimmannschaft stieg der FSV als Tabellensiebzehnter in die 3. Liga ab.
Die Drittligasaison 2016/17 konnte nicht erfolgreich gestaltet werden. Am 11. April 2017 beantragte die Fußball-GmbH die Insolvenz. Am 26. Spieltag (10.–12. März 2017) fiel die Mannschaft auf einen Abstiegsplatz und konnte sich danach nicht mehr auf einen Nichtabstiegsplatz verbessern. Am 37. Spieltag, am 13. Mai 2017, stand der Abstieg in die Regionalliga Südwest rechnerisch fest.
In der Regionalliga-Saison 2017/18 belegte der FSV Frankfurt Tabellenplatz 14 und konnte sich dadurch nur knapp mit zwei Punkten Vorsprung vor den Abstiegsrängen halten.
In der Saison 2018/19 konnte der FSV durch einen 5:1-Erfolg gegen den SC Hessen Dreieich am 32. Spieltag den Klassenerhalt perfekt machen. Zuvor wurde am 13. April 2019 Alexander Conrad beurlaubt, nach dem der FSV nach 4 Niederlagen in Serie in akute Abstiegsgefahr geraten war. Der sportliche Leiter Thomas Brendel übernahm den Posten als Interimstrainer. Somit spielte der FSV Frankfurt auch in der Saison 2019/20 in der Regionalliga Südwest. In dieser Saison wurde der Spielbetrieb der Liga wegen der COVID-19-Pandemie nach 23 Spieltagen eingestellt. In den folgenden Spielzeiten etablierte sich der Verein im Mittelfeld der Liga.
Im März 2022 wurde der damalige Co-Trainer Tim Görner zum Chef-Trainer berufen.
Der größte Erfolg in dieser Zeit war der Gewinn des Hessenpokals 2022/23.

### Erfolge (Männer)
- 1925: Deutscher Vizemeister (0:1 n. V. im Finale gegen den 1. FC Nürnberg)
- 1933: Süddeutscher Meister
- 1938: Pokalfinalist (1:3 im Finale gegen SK Rapid Wien)
- 1972: Deutscher Amateurmeister (2:1 gegen Marl-Hüls)
- 1990: Hessischer Pokalsieger (5:1 gegen Eintracht Haiger)
- 2008: Meister der Regionalliga Süd und Aufstieg in die 2. Bundesliga (es folgten 8 Jahre in Liga 2)
- 2023: Hessischer Pokalsieger (7:5 n. E. gegen TSV Steinbach Haiger)

## Aktueller Kader 2024/25
Stand: 16. November 2024
| Nr. |                         | Position | Name                |
| --- | ----------------------- | -------- | ------------------- |
| 1   | Liechtenstein           | TW       | Justin Ospelt       |
| 2   | Deutschland             | MF       | Birkan Celik        |
| 3   | Deutschland             | AB       | Jan-Erik Eichhorn   |
| 4   | Deutschland             | AB       | Tim Weißmann        |
| 6   | Deutschland             | MF       | Tobias Peitz        |
| 7   | Deutschland             | MF       | Ahmed Azaouagh      |
| 8   | Italien                 | MF       | Giorgio Del Vecchio |
| 10  | Niederlande             | ST       | Cas Peters          |
| 11  | Bosnien und Herzegowina | ST       | Malik Memišević     |
| 12  | Korea Sud               | MF       | Park Seok-min       |
| 13  | Deutschland             | AB       | Lukas Gottwalt      |
| 16  | Deutschland             | MF       | Nicolas Loebus      |
| 17  | Deutschland             | ST       | Hassan Mourad       |

| Nr. |             | Position | Name                    |
| --- | ----------- | -------- | ----------------------- |
| 18  | Deutschland | AB       | Ben-Luca Fisher         |
| 19  | Deutschland | MF       | Elias Adam Breir        |
| 20  | Japan       | MF       | Sho Sannomiya           |
| 21  | Deutschland | AB       | Timo Hildmann           |
| 22  | Kroatien    | ST       | Filip Pandza            |
| 23  | Deutschland | MF       | George Iorga            |
| 24  | Deutschland | MF       | Tim Latteier            |
| 25  | Deutschland | AB       | Maxim Emmerling         |
| 27  | Deutschland | ST       | Lucas Hermes            |
| 28  | Deutschland | AB       | Leonhard von Schroetter |
| 30  | Korea Sud   | MF       | Lee Gwang-in            |
| 31  | Deutschland | TW       | Henry Bremer            |
| 32  | Finnland    | TW       | Niklas Linke            |

| Tim Görner       | Chef-Trainer     |
| Nils Schick      | Co-Trainer       |
| Christoph Gerigk | Torwart-Trainer  |
| Kolja Wrase      | Athletik-Trainer |

## Geschichte des Frauenfußballs
Die seit September 1970 bestehende Frauenmannschaft, gegründet unter anderem von Renate Baum und der späteren Managerin und Trainerin Monika Koch-Emsermann, war Gründungsmitglied der Bundesliga und ab Mitte der 1980er bis Ende der 1990er Jahre die erfolgreichste Frankfurter Fußballmannschaft. Unter anderem durch gute Nachwuchsarbeit kamen Talente wie Birgit Prinz, Sandra Smisek, Katja Kraus und Katja Bornschein aus den Reihen des FSV Frankfurt in die damalige Bundesliga Süd. Birgit Prinz und Sandra Smisek waren auch bald ligaweit bekannt unter dem Spitznamen „Keks und Krümel“ und Katja Kraus hält nach wie vor den Rekord der Frauenbundesliga für die längste Zeit ohne Gegentor. Nach dem 1:0-Finalsieg im DFB-Pokal gegen den TSV Siegen beendete Monika Koch-Emsermann 1992 ihr Engagement als Trainerin. Ihr Nachfolger wurde Peter Walz, der bald darauf von Jürgen Strödter abgelöst wurden. Dieser blieb Trainer bis 1997. Nach seiner Gründung 1998 dominierte allerdings der Stadtrivale und Serienmeister 1. FFC Frankfurt die nationalen Wettbewerbe. Die Frauenfußballabteilung des FSV wurde schließlich zum Ende der Saison 2005/06 aufgrund fehlender eigener finanzieller Tragfähigkeit aufgelöst.

### Erfolge (Frauen)
- Deutscher Fußballmeister (3)
  - 1986 (5:0 gegen SSG 09 Bergisch Gladbach in Bergisch Gladbach)
  - 1995 (2:0 gegen Grün-Weiß Brauweiler in Pulheim)
  - 1998 (Platz 1 der Bundesliga vor SG Praunheim und FC Rumeln-Kaldenhausen)
- Vizemeister
  - 1991 (1:2 gegen TSV Siegen, 16. Juni, Siegen)
- DFB-Pokalsieger (5)
  - 1985 (1:1 n. V., 4:3 i. E. gegen KBC Duisburg, 26. Mai, Olympiastadion Berlin)
  - 1990 (1:0 gegen FC Bayern München, 19. Mai, Olympiastadion Berlin)
  - 1992 (1:0 gegen TSV Siegen, 23. Juni, Olympiastadion Berlin)
  - 1995 (3:1 gegen TSV Siegen, 24. Juni, Olympiastadion Berlin)
  - 1996 (2:1 gegen SC Klinge Seckach, 25. Mai, Olympiastadion Berlin)
- DFB-Supercup-Sieger
  - 1995 (4:0 gegen TSV Siegen, Rheinstadion Düsseldorf)
  - 1996 (2:0 n. V. gegen Sportfreunde Siegen, Stadion Nidderau)
- DFB-Hallenpokalsieger
  - 1995 (6:2 gegen FC Rumeln-Kaldenhausen, 5. Februar, Sporthalle Oberwerth)

### Statistik (Frauen)
| Saison                                                              | Liga            | Platz   | S  | U | N  | Tore  | Punkte | DFB-Pokal          |
| ------------------------------------------------------------------- | --------------- | ------- | -- | - | -- | ----- | ------ | ------------------ |
| 1985/86                                                             | Oberliga Hessen | 1.      | 20 | 2 | 0  | 95:6  | 42:2   | nicht qualifiziert |
| 1986/87                                                             | Oberliga Hessen | 1.      | 19 | 1 | 0  | 87:8  | 39:1   | Halbfinale         |
| 1987/88                                                             | Oberliga Hessen | 1.      | 17 | 1 | 0  | 81:4  | 35:1   | Halbfinale         |
| 1988/89                                                             | Oberliga Hessen | 1.      | 17 | 1 | 0  | 78:4  | 35:1   | Finale             |
| 1989/90                                                             | Oberliga Hessen | 1.      | 17 | 0 | 1  | 96:6  | 34:2   | Sieger             |
| 1990/91                                                             | Bundesliga Süd  | 1.      | 11 | 6 | 1  | 51:15 | 28:8   | Achtelfinale       |
| 1991/92                                                             | Bundesliga Süd  | 1.      | 16 | 2 | 2  | 44:16 | 34:6   | Sieger             |
| 1992/93                                                             | Bundesliga Süd  | 2.      | 11 | 3 | 4  | 34:16 | 25:11  | Achtelfinale       |
| 1993/94                                                             | Bundesliga Süd  | 2.      | 13 | 3 | 2  | 66:20 | 29:7   | Achtelfinale       |
| 1994/95                                                             | Bundesliga Süd  | Meister | 18 | 0 | 0  | 92:4  | 36:0   | Sieger             |
| 1995/96                                                             | Bundesliga Süd  | 1.      | 16 | 1 | 1  | 99:6  | 49     | Sieger             |
| 1996/97                                                             | Bundesliga Süd  | 1.      | 17 | 1 | 0  | 76:6  | 52     | Viertelfinale      |
| 1997/98                                                             | Bundesliga      | Meister | 18 | 2 | 2  | 80:19 | 56     | Finale             |
| 1998/99                                                             | Bundesliga      | 5.      | 7  | 8 | 7  | 26:31 | 29     | Achtelfinale       |
| 1999/00                                                             | Bundesliga      | 9.      | 6  | 1 | 15 | 28:52 | 19     | Halbfinale         |
| 2000/01                                                             | Bundesliga      | 7.      | 7  | 7 | 8  | 28:37 | 28     | Halbfinale         |
| 2001/02                                                             | Bundesliga      | 5.      | 11 | 6 | 5  | 48:29 | 39     | Halbfinale         |
| 2002/03                                                             | Bundesliga      | 7.      | 9  | 0 | 13 | 42:52 | 27     | Halbfinale         |
| 2003/04                                                             | Bundesliga      | 9.      | 6  | 3 | 13 | 29:53 | 21     | Viertelfinale      |
| 2004/05                                                             | Bundesliga      | 6.      | 7  | 5 | 10 | 37:51 | 26     | Achtelfinale       |
| 2005/06                                                             | Bundesliga      | 12.     | 0  | 1 | 21 | 5:142 | 1      | 2. Runde           |
| Anmerkung: Die rot unterlegte Spielzeit kennzeichnet einen Abstieg. |                 |         |    |   |    |       |        |                    |

## Bekannte Spielerinnen und Spieler

### Frauen
- Birgitt Austermühl, Europameisterin 1995, 58-malige Nationalspielerin
- Saskia Bartusiak, Europameisterin 2009, 2013, Weltmeisterin 2007, 101-malige Nationalspielerin[17]
- Sonja Fuss, 61-malige Nationalspielerin, Europameisterin 1997, 2005 und 2009, Weltmeisterin 2003 und 2007
- Steffi Jones, Weltmeisterin 2003, 107-malige Nationalspielerin
- Sandra Minnert, Weltmeisterin 2003, 2007, 134-malige Nationalspielerin
- Birgit Prinz, Europameisterin 1995, 1997, 2001, 2005, 2009, Weltmeisterin 2003 und 2007
- Sissy Raith, Europameisterin 1991, 58-malige Nationalspielerin
- Sandra Smisek, Europameisterin 2001 und 2005, Fußball-Weltmeisterin 2003 und 2007
- Britta Unsleber, Europameisterin 1991, 54-malige Nationalspielerin
- Katja Kraus, Europameisterin 1995,
- Rieke Koekkoek, 28-malige Nationalspielerin
- Katja Bornschein, Europameisterin 1991, 37-malige Nationalspielerin[18]

### Männer
- Hermann „Bubi“ Armbruster
- Taiwo Awoniyi
- Hanno Balitsch, einmaliger Nationalspieler
- Berthold Buchenau
- Franz Dosedzal
- Matthias Hagner, DFB-Pokalsieger 1997
- Richard Herrmann, Weltmeister 1954
- Mikayil Kabaca, Ehrenspielführer des FSV Frankfurt
- Patric Klandt, Rekordzweitligaspieler des FSV Frankfurt (mit 229 Einsätzen)
- Georg Knöpfle, Fußballnationalspieler
- Peter Koch
- Mathew Leckie, WM-Teilnehmer 2014 mit Australien
- Karlheinz Leichum
- Philipp Nold
- Werner Niebel, Ehrenspielführer des FSV Frankfurt
- Robert Pache, Schweizer Fußballnationalspieler
- Peter Rübenach
- Josef Sarroca
- Friedel Späth
- Rudolf Stracke
- Horst Trimhold, einmaliger Nationalspieler, Ehrenspielführer des FSV Frankfurt
- Camillo Ugi, ehemaliger Rekordnationalspieler (1912–1913)
- Karlheinz Volz, Ehrenspielführer des FSV Frankfurt
- Uwe Weigert
- Vincenzo Grifo, italienischer Nationalspieler

Daneben für den FSV aktiv und Nationalspieler (im Laufe der Karriere, nicht notwendigerweise in der Zeit beim FSV)
- Alexander Opoku
- Lawrence Aidoo
- Zsolt Kalmár
- Ehsan Hajsafi
- Amir Shapourzadeh
- Vincenzo Grifo
- Taiwo Awoniyi
- Georg Knöpfle
- Willibald Kreß
- Albert Eschenlohr
- Hans Schmidt
- Jens Rasiejewski
- Ronald Borchers
- Hanno Balitsch
- Björn Schlicke
- Alexander Klitzpera
- Alexander Voigt
- Adil Chihi
- Aziz Bouhaddouz
- Youssef Mokhtari
- Pekka Lagerblom
- Pa Saikou Kujabi
- Nikolas Ledgerwood
- Jürgen Gjasula
- Artur Maxhuni
- Faton Toski
- Vlad Munteanu
- Bakary Diakité
- Soumaila Coulibaly
- Momar N’Diaye
- Jawhar Mnari
- Ilijan Mizanski
- Chadli Amri
- Karim Benyamina
- Babacar Guèye
- Vyacheslav Hleb
- Odise Roshi
- Edmond Kapllani
- Rasmus Jönsson
- Joan Oumari
- Joni Kauko
- Nikita Rukavytsya
- Andrew Wooten
- Zlatko Dedič
- Mohamed Amine Aoudia
- Chhunly Pagenburg
- André Schembri
- Sofian Chahed
- Heinrich Schmidtgal
- Fanol Përdedaj
- Besar Halimi
- Niki Zimling
- Milad Salem
- Maurice Deville
- Alban Sabah
- La’Vere Corbin-Ong
- Moïse Bambara
- Henrich Benčík
- Gennadi Bliznyuk
- Dennis Cagara
- Slaheddine Fessi
- Vladimir Firm
- Daniel Gordon
- Jacek Grembocki
- Chris Henderson
- Mohammadou Idrissou
- Sead Kapetanović
- Miklos Molnar
- Robert Pache
- Kassoum Ouédraogo
- Junior Ross
- Christoph Westerthaler
- Carl Wijk
- Joe Addo
- Jean-Louis Bretteville

## Weitere Sportarten
Mit Tennis (seit 1979), Bowling (seit 1977) und Leichtathletik (seit 1902) werden beim FSV Frankfurt drei weitere Sportarten betrieben, die Abteilungen sind allerdings deutlich kleiner als die im Verein dominierende Fußballsparte. Lange Zeit spielten beim FSV auch die Mannschaftssportarten Handball (ab 1926), Hockey (ab 1928) und Basketball (ab 1961) sowie der Boxsport eine Rolle, deren Bedeutung mit ausbleibenden Erfolgen in den 1980er und 1990er Jahren aber immer geringer und die schließlich eingestellt wurden. Der Feldhandball-Abteilung der Männer gelang 1935 der Aufstieg in die erstklassige Handball-Gauliga Südwest.

### Leichtathletik
Wie im Fußball standen auch die Leichtathleten des FSV immer im Schatten des deutlich erfolgreicheren Lokalrivalen Eintracht Frankfurt. Dennoch haben auch sie einige Erfolge zu verzeichnen:
Bei den Olympischen Spielen 1960 gewann Armin Hary zwei olympische Goldmedaillen im Hundertmeterlauf und mit der 4-mal-100-Meter-Staffel. Der gebürtige Saarländer Hary startete nur 1960 für den FSV, mit zwei Goldmedaillen, einem Weltrekord und zwei deutschen Meistertiteln war es seine erfolgreichste Saison. Ebenfalls nur eine Saison für den FSV startete Paul Schmidt, er kam vom OSV Hörde und ging 1961 dorthin zurück. Schmidt gewann 1960 den deutschen Meistertitel über 800 Meter und belegte bei den Olympischen Spielen den vierten Platz.
Zwei Jahre beim FSV blieb der aus Wesel kommende Ludwig Müller. In dieser Zeit nahm er an den Olympischen Sommerspielen 1960 in Rom teil, wo er Sechster über 3000 Meter Hindernis wurde. Im gleichen Jahr gewann er außerdem die deutsche Meisterschaft im Crosslauf und wurde Dritter über 5000 Meter. 1961 war Müller Vizemeister im 3000-Meter-Hindernislauf, bevor er seine sportliche Laufbahn beim KSV Hessen Kassel fortsetzte.
Länger beim FSV aktiv war der Mittelstreckenläufer Karl Eyerkaufer. Er wurde 1961 Deutscher Meister über 1500 Meter und gewann in den beiden Folgejahren hinter dem überragenden Münsteraner Harald Norpoth die Vizemeisterschaft. 1962 wurde er Deutscher Meister im Crosslauf. Mit Eyerkaufer, Peter Christ und Klaus Ostach errang die 3-mal-1000-Meter-Stafette des FSV 1961 den deutschen Meistertitel und in anderer Zusammensetzung 1964 die Vizemeisterschaft.

## Stadion

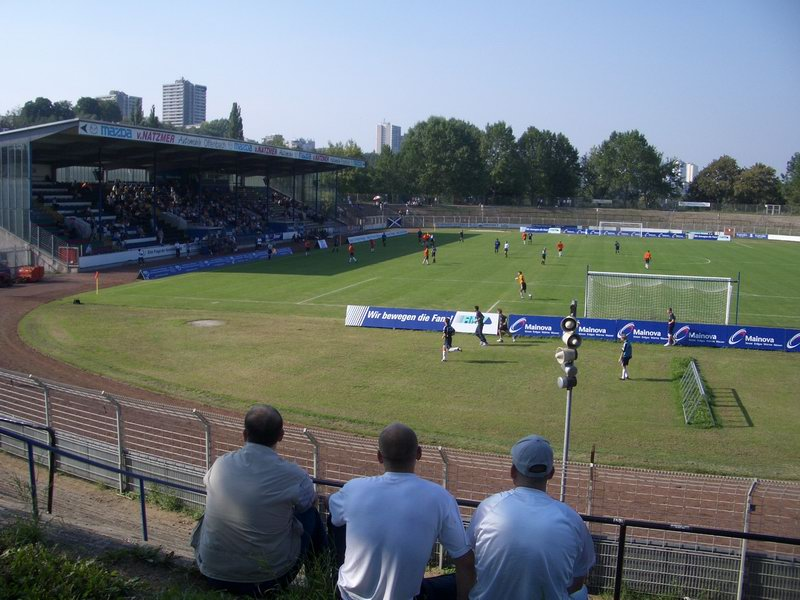
Das Stadion am Bornheimer Hang vor dem Umbau

Die Heimstätte des FSV Frankfurt liegt seit 1931 am sogenannten Bornheimer Hang. Das Stadion wurde ab 2007 zu einem reinen Fußballstadion umgebaut und in Frankfurter Volksbank Stadion umbenannt. Im Sommer 2009 wurde die neue Spielstätte, die nach einer Erweiterung im Jahre 2012 12.542 Zuschauer fasst, mit einem Freundschaftsspiel gegen Werder Bremen eingeweiht. Seit Februar 2018 trägt das Stadion den Namen PSD Bank Arena.

## Fanszene

### Freundschaften und Feindschaften
Freundschaftliche Verbindungen (eines Teils der keineswegs homogenen und zahlenmäßig überschaubaren Fanszene) bestehen zu Altona 93 und zum FC Carl Zeiss Jena, was sich unter anderem in dem Schlachtruf „Bornheim und Jena“ bemerkbar macht. Die Ultras des FSV die im selbst ernannten „Block385“ zuhause sind pflegen eine Freundschaft zu dem „Kleeblatt“ aus Fürth.
Traditionelle Rivalitäten bestehen in erster Linie zu Kickers Offenbach und SV Wehen Wiesbaden, was sich in dem Gesang „Wir hassen Wehen und OFC. Oh FSV, ole, ole“ bemerkbar macht. Zum großen Nachbarn und früheren Erzrivalen Eintracht Frankfurt besteht aufgrund der jahrzehntelangen sportlichen Unterschiede mittlerweile ein eher freundschaftliches Verhältnis. Das war jedoch nicht immer so und die Abneigung gegen die Offenbacher Kickers keineswegs so ausgeprägt wie heute, als zum Beispiel 1936 die FSV-ler zusammen mit den Kickers feierten, nachdem diese der Eintracht den möglichen Meistertitel in der Gauliga Südwest 1935/36 zunichtegemacht hatten. Damals triumphierten die Bornheimer gemeinsam mit den Offenbachern: „Hi, ha, ho, Eintracht ist k.o.!“ Während der gemeinsamen Zweitliga-Saison 2011/2012 schlossen sich die FSV-Fans dem Gesang Wer nicht hüpft, ist Offenbacher der Eintracht-Fans an.

### Bekannte Fans
Hans-Joachim Tonnellier, der ehemalige Vorstandsvorsitzende der Frankfurter Volksbank, zählt ebenso zu den Anhängern des FSV Frankfurt wie die im Frankfurter Stadtteil Bornheim lebende Moderatorin Kay-Sölve Richter, die sich im ZDF-Morgenmagazin vom 13. Mai 2016 als Anhängerin des FSV Frankfurt bekannte.